# Milivoj Bačanović
Milivoj Bačanović (Herceg Novi, 5. prosinca 1921. − Sarajevo, 17. travnja 2012.), operni pjevač, bariton, glazbeni pedagog

## Životopis
Rodio se je u Herceg Novom. U Tivtu je odrastao. U Dubrovniku i Kotoru je završio Pomorsku trgovačku akademiju. Poslije toga otišao je na studij pjevanja u Italiju, u Pesaro, na konzervatoriju Rossini (kod E. Cassazze). U sarajevsku kazališnu kuću došao je 1946. godine, kad je osnovana mjesna opera. U toj je opernoj kući proveo cijeli radni vijek. Bio je operni prvak se a poslije i pedagog, čak i nakon odlaska u mirovinu. Iz Sarajeva je izbivao samo kazališne sezone 1955. – 57. kada je bio članom Zagrebačke opere. U Sarajevu često nastupao zajedno s Trifonom Ivanišević-Kulari, a dirigirao im je zemljak Miroslav Homen, u Aidi, Prodanoj nevjesti, Boemima, Cavaleriji, Rigolettu i inim kazališnim komadima.
Pjevao je u svim opernim kućama svih republika i pokrajina bivše SFRJ, te u Grčkoj, Italiji, Njemačkoj, Belgiji, Francuskoj, Bugarskoj, Rumunjskoj. Na izložbi u Parizu Umjetnost na tlu Jugoslavije nastupio je zajedno s Ljiljanom Molnar-Talajić, koja je bila iz iste sarajevske četvrti. Klavirsku pratnju činio je Mladen Pozajić.
Bačanović je na koncertima izvodio klasični operni repertoar, ali i zabavne melodije, napolitanske i starogradske pjesme.
Četvrti na međunarodnom natjecanju opernih pjevača 1953. u Verviersu (Belgija).
U BiH je primio gotovo sve moguće umjetničke nagrade.